# بایریش گماین
بایریش گماین (به آلمانی: Bayerisch Gmain) یک شهر در آلمان است که در بایرن واقع شده‌است.

## خصوصیات
بایریش گماین ۱۱٫۴۰ کیلومترمربع مساحت دارد ۵۴۰ متر بالاتر از سطح دریا واقع شده‌است.